# Stezzano
Stezzano [steˈʣːaːno] (Stezà [stɛˈza] in dialetto bergamasco) è un comune italiano di 13 760 abitanti della provincia di Bergamo in Lombardia.

## Geografia fisica

### Territorio
Situato nella pianura bergamasca, dista circa 4 chilometri a sud dal capoluogo orobico, con cui confina e con il quale costituisce un'area urbana omogenea.

### Clima
Il territorio è compreso nell'area temperata, ed essendo poco distante dalle Prealpi, ha una certa piovosità, così come la vicina Orio al Serio.

## Storia

### Antichità
Il paese affonda le proprie radici in epoca romana, come si evince da numerosi ritrovamenti risalenti a quel periodo. Tra questi meritano una citazione la lapide dedicata all'imperatore Antonino Pio ed un'epigrafe funeraria del I secolo, custoditi nel museo archeologico di Bergamo.
Si presume quindi che in quel periodo fosse un centro di discreta importanza, situazione mantenuta anche dopo la caduta dell'impero romano. Il territorio comunale fu interessato da insediamenti degli Ostrogoti, a cui sono riconducibili alcuni suppellettili (orecchini e staffe d'oro), ritrovati nelle campagne attorno al nucleo abitativo principale e databili attorno al V secolo.

### Medioevo
Agli Ostrogoti succedettero i Longobardi prima e i Franchi poi: questi ultimi istituirono il Sacro Romano Impero e diedero vita al sistema feudale. Risale a questo periodo il primo documento scritto che attesta l'esistenza del toponimo: nell'805 vengono infatti menzionati alcuni abitanti del borgo di Stegiano. Il territorio venne quindi dato in gestione alla diocesi di Bergamo, che a sua volta lo affidò ai canonici di san Vincenzo, come riportato in un atto del 915. I secoli successivi videro numerosi scontri nell'intera bergamasca tra le fazioni guelfa e ghibellina, e Stezzano non fu da meno.
A tal riguardo gli abitanti decisero la costruzione di un edificio fortificato, che assunse le dimensioni di un vero e proprio maniero, di cui era proprietaria gran parte della cittadinanza, ognuno con piccole quote. Edificato nel 1084 in prossimità di un'intersezione di vie commerciali, presentava un fossato e una torre di avvistamento. Nel frattempo nel paese andava acquisendo sempre maggior prestigio la famiglia ghibellina dei Suardi, che si trovava in stretti rapporti con i canonici di San Vincenzo. Questa diede impulso allo sviluppo del borgo favorendo le coltivazioni dei propri terreni posti a margine dell'abitato, anche grazie alla costruzione di alcuni canali irrigui derivati dal fiume Serio.
Nel 1312 il paese di Stezzano, che comprendeva nei propri confini anche i nuclei di Guzzanica, Grumello del Piano e Sabbio, venne attaccato ed occupato della famiglia Colleoni, un tempo alleata ed ora nemica dei Suardi. La situazione andò sempre più degenerando: all'iniziale ripristino della giurisdizione dei Suardi, che costruirono un altro castello difensivo con tanto di torre all'interno del centro abitato, corrisposero numerose scorrerie di eserciti con annessi saccheggi ed uccisioni.
L'apice venne raggiunto nel 1407 quando le truppe guidate da Pandolfo Malatesta irruppero nel centro abitato incendiando numerose abitazioni della famiglia Suardi ed uccidendo alcuni abitanti di fazione ghibellina. La situazione ritornò alla normalità nel 1433 quando gran parte della provincia bergamasca, e con essa Stezzano, entrò a fare parte della Repubblica di Venezia. Questa pose fine sia alle lotte di fazione, sia al potere della famiglia Suardi che, apertamente schierata con il Ducato di Milano, oppositore della Serenissima, venne spogliata di gran parte dei suoi possedimenti nel paese, confiscati a favore della famiglia dei Rivola.

### Età moderna e contemporanea
La dominazione veneta si caratterizzò per un notevole sviluppo dell'economia rurale, favorita da numerosi decreti e leggi speciali, nonché per i numerosi edifici signorili che cominciarono a costellare il territorio comunale, sedi delle principali famiglie della nobiltà locale. Le successive dominazioni riguardarono soltanto marginalmente il paese di Stezzano, che seguì il destino politico della città di Bergamo, passando alla repubblica Cisalpina nel 1797, al Regno Lombardo-Veneto nel 1815 ed infine al neonato regno d'Italia nel 1859.
Dal 1880 al 1920 la località era servita da una fermata posta lungo la tranvia Lodi-Treviglio-Bergamo; nel 1919, nell'ambito dei lavori di ampliamento della rete tranviaria di Bergamo, quest'ultima raggiunse Colognola sfruttando in parte il percorso della tranvia a vapore, elettrificato. L'inaugurazione di tale tratta avvenne il 3 maggio 1925, con prolungamento il successivo 13 giugno a Stezzano, dove faceva capolinea nella piazza centrale. Tale linea fu a sua volta soppressa nel 1954.

### Simboli
Lo stemma è stato riconosciuto con D.P.C.M. dell'8 novembre 1951.
Il gonfalone, concesso con D.P.R. del 1º dicembre 1952, è un drappo partito di rosso e di azzurro.

## Monumenti e luoghi d'interesse

### Architetture religiose

#### Chiesa parrocchiale di San Giovanni Battista

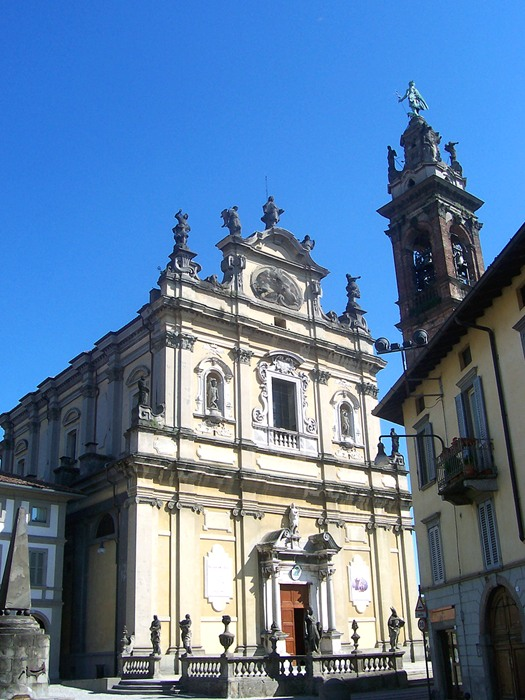
Chiesa parrocchiale

In ambito religioso molto importante è la chiesa prepositurale di San Giovanni Battista, la cui costruzione iniziò nel 1673, venne aperta al culto nel 1703 e consacrata nel 1863. Al suo interno si possono trovare opere di grande spessore artistico, tra cui un San Pietro in gloria, e le Storie di san Giovanni Battista, eseguite da Enrico Scuri, la Decollazione di san Giovanni Battista (Giuseppe Diotti), il Battesimo di Gesù (Domenico Carpinoni), la Circoncisione di Gesù (Francesco Zucco), "Elia rapito sul carro di fuoco" e " Il Risorto" (Antonio Cifrondi), "Madonna con Gesù Bambino, Giovanni Battista e Pietro" (Nicola Malinconico), un grande Crocifisso ligneo di Bartolomeo Gaurina. L'ottocentesco altare maggiore, progettato da Giacomo Bianconi, è ornato con sculture di Pompeo Marchesi. I cinque altari laterali, dei primi del '700, sono opera di G. Giacomo Manni con formelle in marmo di Carrara dei Fantoni. Il coro e l'armadio della sagrestia del 1703 sono opera di Giov. Battista Caniana e figlia Caterina. La volta della sagrestia è stata affrescata nel 1728/29 da Giulio Quaglio. La facciata, oggetto di restauro nel 2018-19 è decorata con fregi e sculture di Pier Paolo Pirovano.

#### Ex chiesa di San Giovanni Battista
Di rilevante interesse storico anche l'ex chiesa quattrocentesca dedicata a san Giovanni Battista fino al XVIII secolo. Dalla metà degli anni ottanta l'edificio è utilizzato come auditorium e conserva alcuni affreschi del XIV secolo ed elementi architettonici come le volte a sesto acuto di epoca longobarda.

#### Santuario della Madonna dei Campi

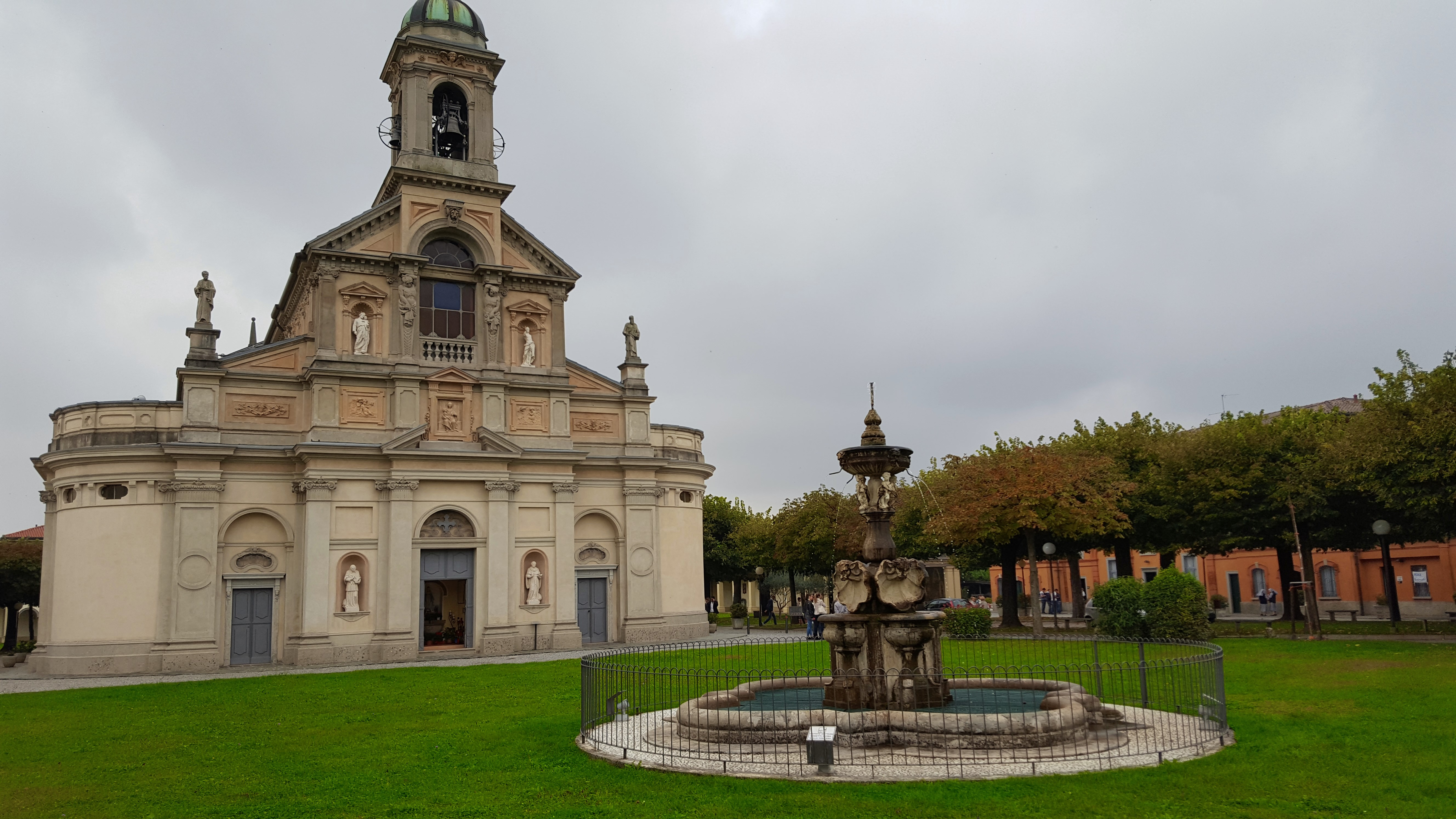
Santuario

Ai margini dei confini comunali si trova infine il santuario di Nostra Signora della Preghiera, comunemente conosciuto come santuario della Madonna dei Campi. Qui sorse per la prima volta nel XII secolo un'edicola, dedicata dai contadini devoti alla Madonna. Nel XIII secolo venne ufficialmente dedicata alla Madonna dei Campi in seguito a un'apparizione. La struttura venne ampliata in modo significativo in seguito a un'ulteriore apparizione della Madonna, che sarebbe avvenuta il 12 luglio 1586 a due pastorelle: qui la Madonna si presentò vestita di nero e con in mano un breviario, da cui anche l'appellativo "Nostra Signora della Preghiera". Da quel momento l'edificio è diventato meta di pellegrinaggi e di devozione popolare, come testimoniano i numerosi dipinti in essa contenuti, tra i quali spiccano quelli di Andrea Previtali, Gian Paolo Cavagna, Alessandro Varotari detto il Padovanino, Carlo Ceresa, Giulio Quaglio il Giovane, Antonio Cifrondi, Marco Olmo, Ponziano Loverini, Francesco Polazzo, Giuseppe Roncelli, Antonio Moscheni e Giovanni Battista Galizzi. Inoltre l'interno è abbellito dalla decorazione a stucco di Giovanni Angelo Sala. Nel 1896 è stata incoronata con il titolo di "Nostra Signora della Preghiera" dal beato Andrea Carlo Ferrari, allora cardinale arcivescovo di Milano. Nell'Anno Santo del 2000 è una delle sette chiese giubilari della diocesi di Bergamo e nell'Anno Santo Straordinario della Misericordia 2015/2016 è chiesa giubilare del vicariato Dalmine-Stezzano. Nel 2018 è stata collocata nella prima cappella a sinistra, come reliquia, il piviale che papa Giovanni XXIII, devoto al santuario, ha donato alla comunità di Stezzano.

### Architetture civili

#### Palazzino

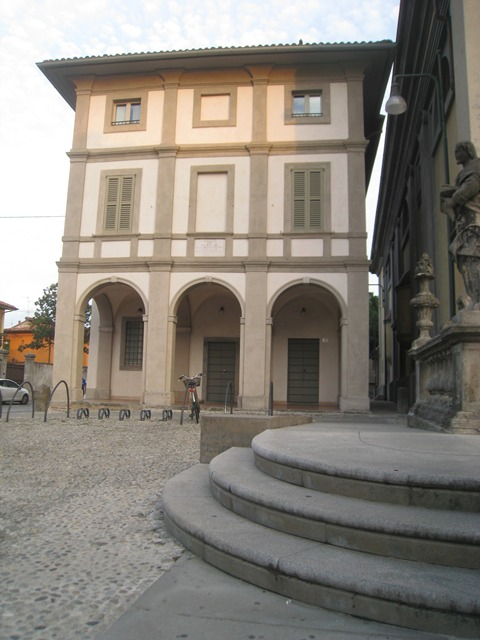

Il Palazzino, sito accanto alla chiesa parrocchiale sopra l'antico castrum del borgo di Stezzano è un edificio risalente al XVI secolo. Modificato più volte nel XVII e nel XVIII, si caratterizza per un'architettura particolarmente elegante ed arricchita da un portico in facciata al piano terra con lesene a capitello dorico che proseguono sui due piani superiori. Dopo aver avuto diverse funzioni nel corso della sua storia, tra cui l'essere abitazione del sagrestano dell'attigua chiesa è di proprietà della parrocchia e dopo il restauro è stata denominata "Casa Isacchi" in onore della serva di Dio Madre Ignazia al secolo Angela Caterina Ancilla Isacchi fondatrice della congregazione delle Suore Orsoline del Sacro Cuore di Gesù che nacque in questa casa nel 1857.

#### Villa Grumelli-Pedrocca

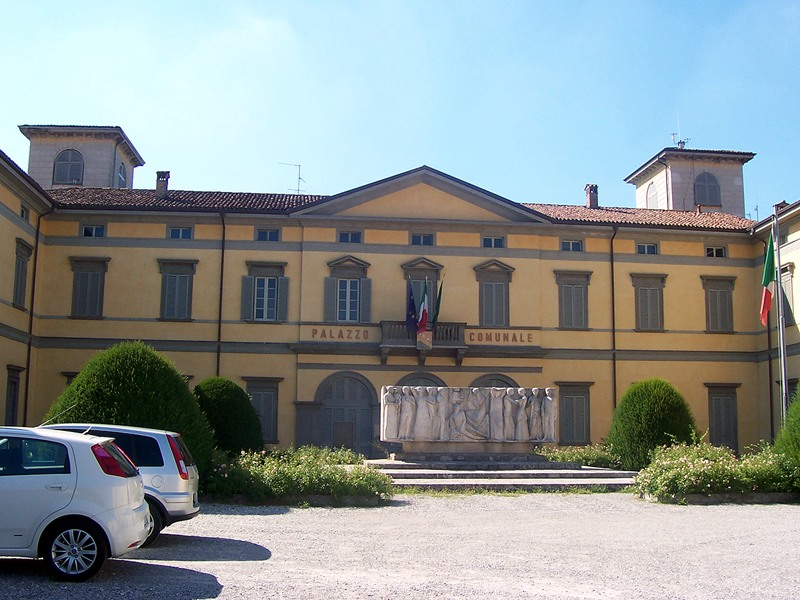
Villa Grumelli-Pedrocca

Nel paese si trova anche Villa Maffeis, situata nella piazza centrale e risalente al XVIII secolo ma in gran parte rinnovata in epoca neoclassica dall'architetto Giacomo Bianconi su incarico della famiglia Maffeis che l'aveva acquistata dalla famiglia Grumelli Pedrocca nel 1818. La villa, attualmente utilizzata come sede municipale, presenta un grande parco recentemente rivalorizzato.

#### Villa Morlani

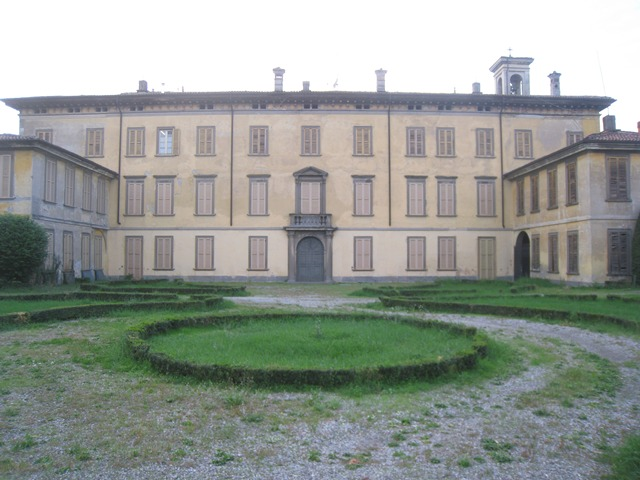
Villa Morlani

Degna di nota è Villa Morlani, posta all'esterno del nucleo storico, ottimamente inserita nel contesto naturalistico di cui fa parte. La struttura si compone di più stabili risalenti tra il XVI ed il XIX secolo, di cui fa parte la piccola chiesetta di santa Elisabetta; l'aspetto attuale in stile neoclassico si deve all'architetto Giacomo Bianconi.

#### Villa Moroni

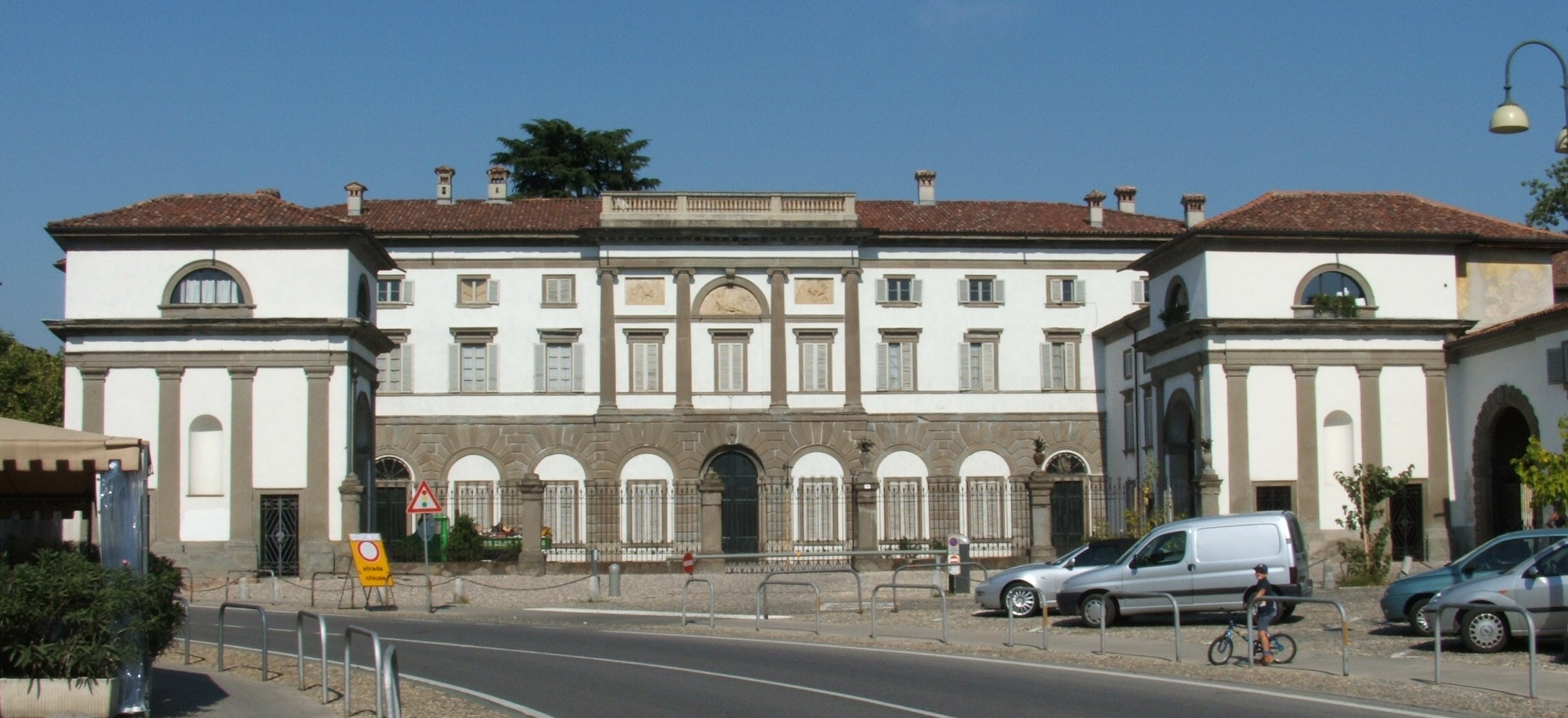
Villa Moroni

Villa Moroni, situata in località Iopaese, edificata per conto dell'omonima famiglia nel XVII secolo ed ampliata significativamente dall'architetto Bianconi nel XIX secolo, presenta un'architettura neoclassica. All'interno si trovano numerosi saloni finemente decorati dal Salvatoni, da Giulio Quadrio e dal Carloni, con differenti ambientazioni: la Sala rosa, dipinta appunto con il color rosa, la sala degli animali, raffigurante esemplari faunistici e la divinità Diana, la Sala Pompeiana, che con la Sala Etrusca si rifà all'antica arte precristiana ed infine la Sala delle Lampade, decorata in stile neogotico e utilizzata tuttora come deposito di Poldine.

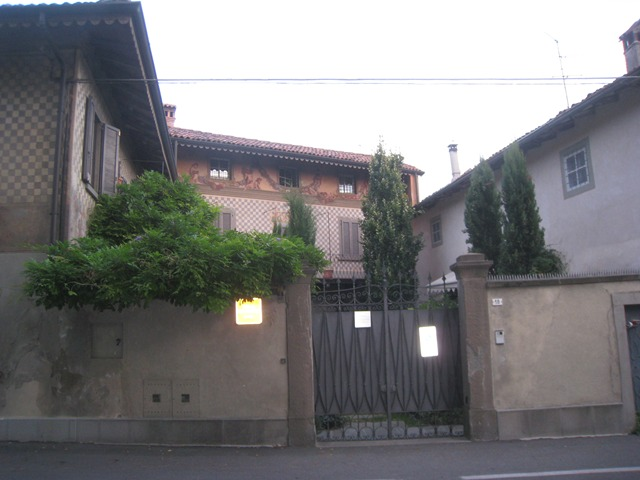
Villa Moscheni
Villa Moscheni è una residenza d'epoca edificata nel XVIII secolo e nota per aver dato i natali al pittore fra Antonio Moscheni, noto pittore vissuto nel XIX secolo. La villa si caratterizza per le facciate affrescate nel XIX secolo con disegni rinascimentali e geometrie ornamentali bicrome.

#### Villa Zanchi

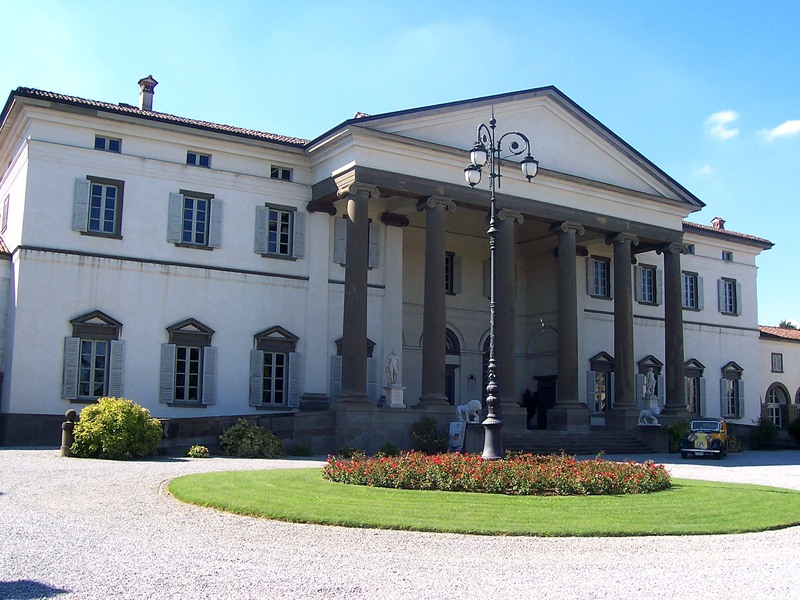
Villa Zanchi

Un altro importante edificio signorile è la Villa Caroli-Zanchi situata ai margini meridionali del centro abitato. Come la Villa Moroni presenta uno stile neoclassico, realizzata nel 1842 ad opera del medesimo architetto Giacomo Bianconi, ma possiede dimensioni maggiori. Gli interni sono affrescati in stile eclettico con sale ambientate in differenti contesti, tra cui una in stile moresco ed un'altra in stile cinese. Attualmente è utilizzata per cerimonie e banchetti.

### Architetture militari

#### Torre Beroa

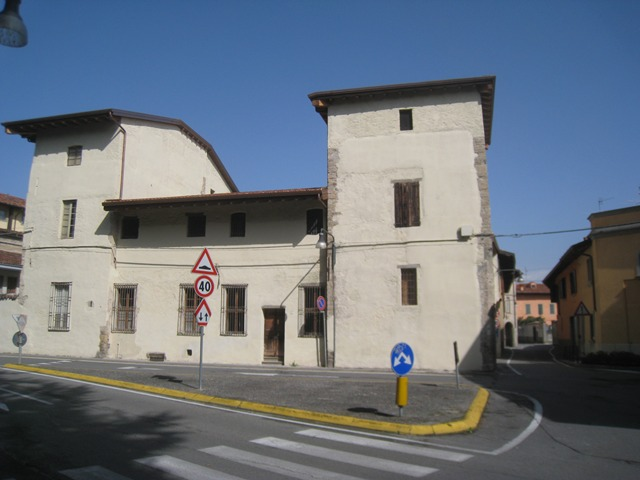

L'edificio fortificato denominato Torre Beroa, risalente al XII secolo, è sito all'incrocio tra le attuali via Caroli e via IV Novembre in corrispondenza di quella che storicamente era la porta di accesso al borgo provenendo da Verdello e Levate, L'edificio in epoca medioevale aveva una struttura rettangolare con torri angolari a difesa della porta di ingresso che utilizzava anche un fosso difensivo ed un ponte levatoio.
Non vi sono più tracce del fossato né della porta di ingresso, ed il lato interno del castello è stato demolito nei secoli scorsi, ma rimangono evidenti due lati della struttura fortificata con le relative torri. L'edificio è in disuso ma è stato oggetto di recente ristrutturazione conservativa.

### Altro

#### "Ol Surbù"
Ol Surbù (nome popolare), è un monumento situato accanto alla chiesa parrocchiale che venne realizzato nel 1838 in occasione del transito nel paese dell'imperatore d'Austria Ferdinando I. Il monumento è stato realizzato in tutta fretta con della pietra arenaria e grazie al suo collegamento idrico veniva utilizzato dalle donne per fare il bucato.
Restaurato completamente nel 2016.

### Aree naturali
A livello naturalistico, il comune è stato inserito nel Parco agricolo del Rio Morla e delle rogge, un PLIS che si prefigge di tutelare il corso del fiume Morla e delle rogge, tra le quali vi sono la roggia Morlana e la roggia Colleonesca, che compongono l'intricato sistema irriguo delle campagne. Considerato la superficie del comune e il numero di parchi il comune di Stezzano costituisce uno dei più grandi polmoni verdi dell'Hinterland bergamasco.
Dal 2011 è stato inoltre istituito il Parco Agricolo Ecologico Bergamo-Stezzano (PAE) con lo scopo di tutelare l'ultimo polmone di verde agricolo rimasto nell'area Sud del Comune di Bergamo, tra i quartieri di Colognola, Grumello al Piano e Stezzano appunto, incentivando oltre alla tutela del territorio pratiche agricole ecosostenibili.
I due parchi agricoli costituiti formano così una grande cintura verde tutto attorno all'urbanizzato di Stezzano a tutela del territorio da ulteriori edificazioni e con lo scopo di migliorare la qualità ambientale.
Nel comune di Stezzano vi sono otto parchi urbani:
- Parco comunale: dietro il comune, il parco comunale gode di due vere e proprie fontane e di una collinetta, con panchine sparse qua e là per chi si vuole riposare; attualmente non ha un nome e probabilmente mai ne avrà uno vero e proprio.
- Parco Boschetto: così chiamato dal luogo in cui sorge, prima occupato da un piccolo bosco, il parco è formato da una grande pista a forma di 8, nei cui cerchi si trovano due grandi spazi d'erba. Nel parco si trova anche una casetta in uso come spazio gioco per bimbi da zero a 3 anni "Il bosco magico".
- Parco Pradel: piccolo parchetto, ideale se si vuole stare all'ombra di alberi; molto tranquillo e quindi poco usato dai giovani, cosa che lo rende adatto a persone più anziane che vogliono stare in armonia. Non molto grande e quindi utile per le brevi passeggiate.
- Parco Gerole: Il più giovane dei quattro parchi primari; al suo interno ci sono un vasto prato, un piccolo parco gioco e una casetta affittabile per feste in cui a volte si fanno le riunioni di un'associazione sciistica.
- Parco Rocòl: parco di nuova costruzione facilmente riconoscibile a causa di una struttura a forma di arena al suo interno. Prende il nome dalla zona in cui è stato creato.
- Parco Rodari: inaugurato nell'estate 2009 in questo parco è presente un campo da pallavolo in cemento e una piccola teleferica per bambini. La sua superficie verde è molto vasta ed è circondato da una collinetta che lo separa dalla circonvallazione.
- Parco Collodi: parco situato in Via Mascagni, suddiviso in due aree una riservata per cani e una con campo da basket, da calcio e varie panchine.
- Parco di Via Bassa: ideale per famiglie con bambini, con numerosi scivoli e altalene, alberi e fontanelle.

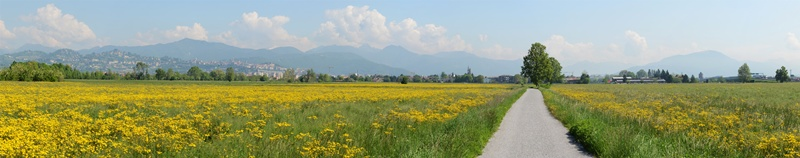
PLIS Bergamo-Stezzano

## Società

### Evoluzione demografica
Abitanti censiti

## Geografia antropica

### Centro storico
Il centro storico di Stezzano è un interessante esempio di borgo agricolo fortificato di origine medioevale che, avendo mantenuto la quasi totale integrità del suo tessuto urbano ed edilizio così come era costituito a fine Ottocento, risulta essere una delle più integre testimonianze architettonico urbanistiche della bergamasca. Il centro storico è caratterizzato principalmente da palazzi d'epoca, corti agricole e quattro grandi ville nobiliari del XVII secolo. Da segnalarsi la caratteristica e scenografica piazza Libertà, iscritta in una forma trapezoidale da una cortina di edifici del XVIII secolo tra cui due delle sopracitate ville nobiliari e la chiesa prepositurale del XVII secolo dedicata a San Giovanni Battista. Nel 2018 la piazza di Stezzano è soggetta ad un'importante opera di restyling.

## Economia

### Industria

#### Kilometro Rosso

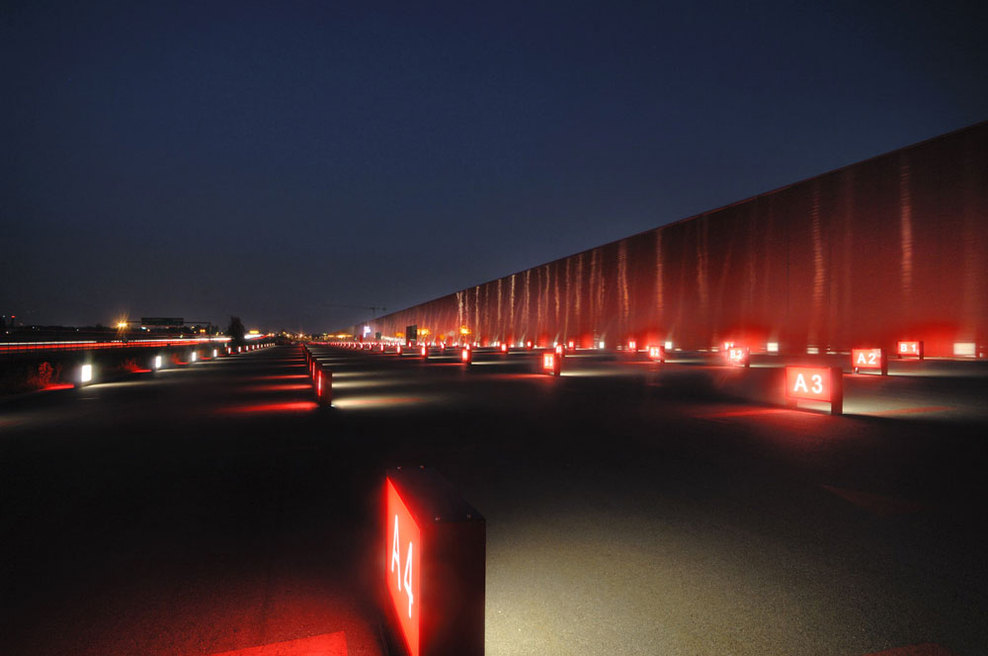
Visione notturna del Kilometro Rosso

Da segnalare per le innovative e pregevoli architetture contemporanee la realizzazione nel 2006 del Kilometro Rosso, parco scientifico e tecnologico progettato dell'architetto francese Jean Nouvel per il centro ricerche Brembo. Il progetto che sorge tra il margine nord del Comune di Stezzano ed il margine sud del Comune di Bergamo è caratterizzato dalla ormai celebre murata rossa che fiancheggia per un chilometro il tratto dell'autostrada A4, celando un parco di oltre 40 ettari entro il quale sono ubicati alcuni edifici di rilevante valore architettonico tra i quali si segnalano lo stesso centro ricerche Brembo, e l'I-lab di Italcementi progettato dall'architetto americano Richard Meier.

### Servizi

#### Centro commerciale "Le due Torri"
Nel comune è situato il centro commerciale "Le due Torri" inaugurato nel 2010. È stato edificato sull'area della fabbrica dismessa della società R&B Arredamento della quale ha mantenuto l'aspetto più caratteristico con la ricostruzione delle due torri gemelle alte quasi 80 metri che costituiscono fin dagli anni cinquanta parte integrante del profilo dell'area.

## Infrastrutture e trasporti

### Strade
Stezzano è servita dalla Tangenziale Sud di Bergamo, dalla strada statale 42 del Tonale e della Mendola e dalla strada statale 470 dir della Valle Brembana; la viabilità locale comprende la strada provinciale 119.

### Ferrovie

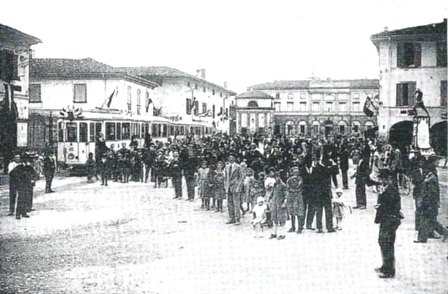
Inaugurazione del tram elettrico a Stezzano, oggi dismesso

La fermata ferroviaria di Stezzano, posta sulla ferrovia Treviglio-Bergamo, è servita da treni regionali svolti da Trenord nell'ambito del contratto di servizio stipulato con la Regione Lombardia.

### Mobilità urbana
Tre linee del trasporto urbano di Bergamo (ATB) collegano il Comune di Stezzano con il centro di Bergamo (linee 6 Stezzano Centro, 6B Stezzano Ovest, 6C Stezzano Est). Stezzano è inoltre collegata a Treviglio con autocorse suburbane operate da SAI (Linee F e U).

### Piste ciclabili
Numerose e capillari all'interno del comune sono le piste ciclabili. Anche verso i comuni limitrofi troviamo percorsi ciclopedonali dedicati: per Bergamo a nord e a nord-ovest (quartieri rispettivamente di Colognola e di Grumello al Piano), a est con Zanica, a sud-ovest con Dalmine (quartiere Sabbio).

## Amministrazione
| Nº | Ritratto       | Ritratto       | Nome            | Mandato        | Mandato        | Partito         | Coalizione                  | Coalizione |
| Nº | Ritratto       | Ritratto       | Nome            | Inizio         | Fine           | Partito         | Coalizione                  | Coalizione |
| -- | -------------- | -------------- | --------------- | -------------- | -------------- | --------------- | --------------------------- | ---------- |
| 1  |                |                | Michele Mirtani | 24 aprile 1995 | 13 giugno 1999 | Lega Nord       | Lega Nord                   |            |
| 1  | 14 giugno 1999 | 12 giugno 2004 | Michele Mirtani |                |                | Lega Nord       | Lega Nord                   |            |
| 2  |                |                | Stefano Oberti  | 13 giugno 2004 | 7 giugno 2009  | Stezzano 99     | L'Ulivo (DS–DL–SDI–Civiche) |            |
| 3  |                |                | Elena Poma      | 8 giugno 2009  | 25 maggio 2014 | Lega Nord       | LN-FI                       |            |
| 3  | 26 maggio 2014 | 26 maggio 2019 | Elena Poma      |                |                | Lega Nord       | LN-FI                       |            |
| 4  |                |                | Simone Tangorra | 26 maggio 2019 | in carica      | Stezzano futura | Civiche-PD-M5S              |            |